# Црква Свете Тројице у Сталаћу
Црква Свете Тројице у Сталаћу, насељеном месту на територији општине Ћићевац, припада Епархији крушевачкој Српске православне цркве. 
Новија црква посвећена Светој Тројици саграђена је 1939. године поред старијег храма из 14. век. Подигнута је јер старији храм није више могао да прими све вернике. Унутар цркве је крипта у којој почивају земни остаци бораца из овог краја који су страдали у Великом рату.